# Гаттан Багебрі
Гаттан Багебрі (араб. هتان باهبري‎, нар. 16 липня 1992, Джидда) — саудівський футболіст, півзахисник клубу «Аль-Шабаб».
Виступав, зокрема, за клуби «Аль-Іттіхад» та «Аль-Халідж», а також національну збірну Саудівської Аравії.

## Клубна кар'єра
Народився 16 липня 1992 року в місті Джидда. Вихованець футбольної школи клубу «Аль-Іттіхад». Дорослу футбольну кар'єру розпочав 2010 року в основній команді того ж клубу, в якій провів чотири сезони, взявши участь у 27 матчах чемпіонату.
Не ставши основним гравцем у рідному клубі, влітку 2014 року був відданий в оренду в «Аль-Халідж», де провів наступні два сезони своєї ігрової кар'єри. Більшість часу, проведеного у складі «Аль-Халіджа», був основним гравцем команди.
Влітку 2016 року півзахисник перейшов в «Аль-Шабаб». Станом на 2 червня 2018 року відіграв за саудівську команду 36 матчів в національному чемпіонаті.

## Виступи за збірні
Протягом 2010—2011 років залучався до складу молодіжної збірної Саудівської Аравії до 23 років з якою був учасником футбольного турніру на Панарабських іграх 2011 року. На молодіжному рівні зіграв у 3 офіційних матчах.
25 грудня 2017 року Гаттан Багебрі дебютував у складі збірної Саудівської Аравії у матчі з командою ОАЕ, що проходив в рамках Кубка націй Перської затоки у Кувейті, вийшовши на заміну в середині другого тайму.
У складі збірної був учасником чемпіонату світу 2018 року у Росії.

## Титули і досягнення
- Чемпіон Саудівської Аравії (2):

«Аль-Гіляль»: 2019-20, 2020-21
- Володар Королівського кубка Саудівської Аравії (2):

«Аль-Іттіхад»: 2012-13
«Аль-Гіляль»: 2019-20
- Переможець Ліги чемпіонів АФК (1):

«Аль-Гіляль»: 2019
| Дата       | Місто        | Господарі         | Результат | Гості             | Турнір                      | Голи | Примітки |
| ---------- | ------------ | ----------------- | --------- | ----------------- | --------------------------- | ---- | -------- |
| 28-12-2017 | Ель-Кувейт   | Саудівська Аравія | 0 – 2     | Оман              | Кубок націй Перської затоки | -    | 65' 71'  |
| 25-12-2017 | Ель-Кувейт   | ОАЕ               | 0 – 0     | Саудівська Аравія | Кубок націй Перської затоки | -    | 68'      |
| 09-05-2018 | Кадіс        | Саудівська Аравія | 2 – 0     | Алжир             | товариський матч            | -    | 71'      |
| 03-06-2018 | Санкт-Галлен | Саудівська Аравія | 0 – 3     | Перу              | товариський матч            | -    | 68'      |
| Усього     |              | Матчів            | 4         |                   | Голів                       | 0    |          |